# الحزب الراديكالي الديمقراطي (إسبانيا)
الحزب الراديكالي الديمقراطي (بالإسبانية: Partido Democráta Radical)‏ (PDR) والذي عرف لاحقا باسم الحزب الاصلاحى الجمهوري (بالإسبانية: Partido Reformista Republicano)‏ (PRR) كان أحد الأحزاب إسبانية التي اعترضت على السلطة خلال عهد أماديو الأول (حكم 1870–1873) وفترة الجمهورية الإسبانية الأولى (1873-1874) ومعارضا للحزب الدستوري.

## الخلفية
أسس الحزب سنة 1871 بعد انقسام حزب التقدم بعيد مقتل الجنرال خوان بريم. فنظم الجناح اليساري للحزب إلى جانب مع كمبريون وهم الفصيل الملكي في الحزب الديمقراطي بقيادة كريستينو مارتوس فأضحوا حزب واحد تحت قيادة مانويل رويث ثوريا.
وبعد عودة البوروبون إلى الحكم سنة 1874 تفكك الحزب، حيث هجره أعضائه إلى الأحزاب الملكية اليمينية أو إلى الأحزاب الجمهورياتية. وأسس رويث ثوريا ومؤيديه الحزب التقدمي الجمهوري، في حين انضم فصيل مارتوس إلى حزب ساغستا المسمى الحزب الليبرالي. ثم وفي سنة 1876 أعاد نيكولاس سالميرون تنظيم ماتبقى من الحزب وسمي بحزب الإصلاح الجمهوري.